# Centauri Montes
I Centauri Montes sono una struttura geologica della superficie di Marte.